# Heterogonium rufescens
Heterogonium rufescens är en ormbunkeart som beskrevs av Holtt. Heterogonium rufescens ingår i släktet Heterogonium och familjen Tectariaceae. Inga underarter finns listade.